# Knut Osnes
Knut Osnes (Nordfjordeid, 27 de junio de 1922-Oslo, 10 de agosto de 2015) fue un entrenador y jugador de fútbol noruego que jugaba en la demarcación de delantero.

## Biografía
Tras formarse en el Eid Idrettslag, finalmente debutó como futbolista en 1945 con el FC Lyn Oslo, jugando en el club durante cinco temporadas y ganando la Copa de Noruega en 1945 y en 1946, jugando ambas finales. Tan solo permaneció cinco años en el club, ya que colgó las botas al finalizar la temporada 1949/50. Doce años después, el Vålerenga Oslo IF le contrató como entrenador del club, quedando en sexta posición en liga. Posteriormente fue el FC Lyn Oslo quien le fichó, y con el que ganó dos Copa de Noruega y una Tippeligaen. Además entrenó al Aalesunds FK y al Strømsgodset IF, último club que entrenó en 1972.
Falleció el 10 de agosto de 2015 en Oslo a los 93 años de edad.

## Selección nacional
Jugó seis partidos con la selección de fútbol de Noruega. Debutó el 16 de junio de 1946 en un partido amistoso contra Dinamarca donde además anotó un gol. Además disputó dos partidos del Campeonato nórdico de fútbol de 1947.

### Goles internacionales
| # | Fecha                    | Estadio                         | Oponente  | Gol  | Resultado | Competición                  |
| - | ------------------------ | ------------------------------- | --------- | ---- | --------- | ---------------------------- |
| 1 | 16 de junio de 1946      | Ullevaal Stadion, Oslo, Noruega | Dinamarca | 2–1  | 2–1       | Amistoso                     |
| 2 | 28 de junio de 1946      | Brann Stadion, Bergen, Noruega  | Finlandia | 4–0  | 12–0      | Amistoso                     |
| 3 | 28 de junio de 1946      | Brann Stadion, Bergen, Noruega  | Finlandia | 12–0 | 12–0      | Amistoso                     |
| 4 | 21 de septiembre de 1947 | Ullevaal Stadion, Oslo, Noruega | Dinamarca | 2-3  | 3–5       | Campeonato nórdico de fútbol |
| 5 | 21 de septiembre de 1947 | Ullevaal Stadion, Oslo, Noruega | Dinamarca | 3-3  | 3–5       | Campeonato nórdico de fútbol |

## Clubes

### Como futbolista
| Club        | País    | Año       | Partidos | Goles |
| ----------- | ------- | --------- | -------- | ----- |
| FC Lyn Oslo | Noruega | 1945-1950 |          |       |

### Como entrenador
| Club              | País    | Año       |
| ----------------- | ------- | --------- |
| Vålerenga Oslo IF | Noruega | 1962      |
| FC Lyn Oslo       | Noruega | 1967-1969 |
| Aalesunds FK      | Noruega | 1970-1971 |
| Strømsgodset IF   | Noruega | 1972      |

## Palmarés

### Como futbolista

#### Campeonatos nacionales
| Título          | Club        | País    | Año  |
| --------------- | ----------- | ------- | ---- |
| Copa de Noruega | FC Lyn Oslo | Noruega | 1945 |
| Copa de Noruega | FC Lyn Oslo | Noruega | 1946 |

### Como entrenador

#### Campeonatos nacionales
| Título          | Club        | País    | Año  |
| --------------- | ----------- | ------- | ---- |
| Copa de Noruega | FC Lyn Oslo | Noruega | 1967 |
| Copa de Noruega | FC Lyn Oslo | Noruega | 1968 |
| Tippeligaen     | FC Lyn Oslo | Noruega | 1968 |